# René van Chalon
René van Chalon (Breda, 5 februari 1519 – Saint-Dizier, 18 juli 1544), historisch en in het vroegere Frans  René de Châlon,  gelatiniseerde naam Renatus de Châlon,  ook wel Reynaert van Nassau genoemd, was graaf van Nassau en Vianden, heer van Breda en de Lek van 1519 tot 1540 en heer van Corroy, Frasne en Chênemont van 1540 tot zijn dood. Hij was stadhouder van Holland, Zeeland en Utrecht en vanaf 1543 ook van Gelre en Zutphen. Vanaf 1530 was hij prins van Oranje.
Hij was een zoon van graaf Hendrik III van Nassau-Breda en Claudia van Chalon. In 1530 erfde hij van zijn kinderloos gestorven oom Filibert van Chalon (1502-1530), het soevereine en in naam onafhankelijke vorstendom Orange (Oranje) en een groot aantal bezittingen in het vrijgraafschap Bourgondië (Franche-Comté) en de Dauphiné. René is de eerste Nassau die zich prins van Oranje mocht noemen en door bezit van dit prinsdom een soevereine vorst was. Het belang van het bezit van de stad Orange was groot, alhoewel Orange in zijn tijd amper drieduizend inwoners telde. Als prins was hij aan niemand onderdanig en in principe de gelijke van de Franse koning en de Duitse keizer, Hij was niet ondergeschikt aan de paus, alhoewel die regeerde over het nabijgelegen graafschap Venaissin.
Vanaf die tijd noemde hij zich "van Chalon". Hij nam ook het devies van de familie "Je maintiendrai Châlon" over, dat hij later wijzigde in "Je maintiendrai Nassau". De Nederlandse wapenspreuk "Je maintiendrai" is hiervan afkomstig. René had het prinsdom van zijn oom in principe geërfd onder de voorwaarde, dat hij de naam en het wapen zou dragen van het huis Châlon-Orange, maar werd daarvan bij onderhands codicil alsnog vrijgesteld.  Niettemin wordt hij veelal tot het huis Châlon-Orange gerekend en is hij in de geschiedenis eerder bekend gebleven als René van Châlon, dan als «René van Nassau-Breda».
René van Châlon huwde op 20 augustus 1540 in Bar-le-Duc met Anna van Lotharingen (1522–1568). Zij kregen een dochtertje, Maria, dat slechts drie weken oud werd en werd bijgezet in een grafkelder in de Grote Kerk van Breda. Verder bleef het huwelijk kinderloos. Wel kreeg René bij een onbekende vrouw een bastaardzoon genaamd Palamedes van Chalon, geboren in 1540. Hij trouwde met Polyxena van Mansfeld. Samen kregen zij Hendrik, Margaretha en René. Hendrik van Châlon trouwde met Odilia van Heu. Zij kregen nog een zoon en twee dochters; echter hun zoon Lamoraal van Chalon liet geen mannelijke nakomelingen na.
In dienst van keizer Karel V sneuvelde René van Chalon tijdens het beleg van Saint-Dizier in 1544. Hij werd bijgezet in een grafkelder in de Grote Kerk te Breda. In de kerk Saint-Étienne te Bar-le-Duc is een cenotaaf voor hem opgericht.
René van Châlon werd, krachtens zijn kort voor zijn dood opgestelde testament, opgevolgd door zijn neef Willem, die daarmee ook de titel prins van Oranje van hem erfde.

Wapen van René van Chalon
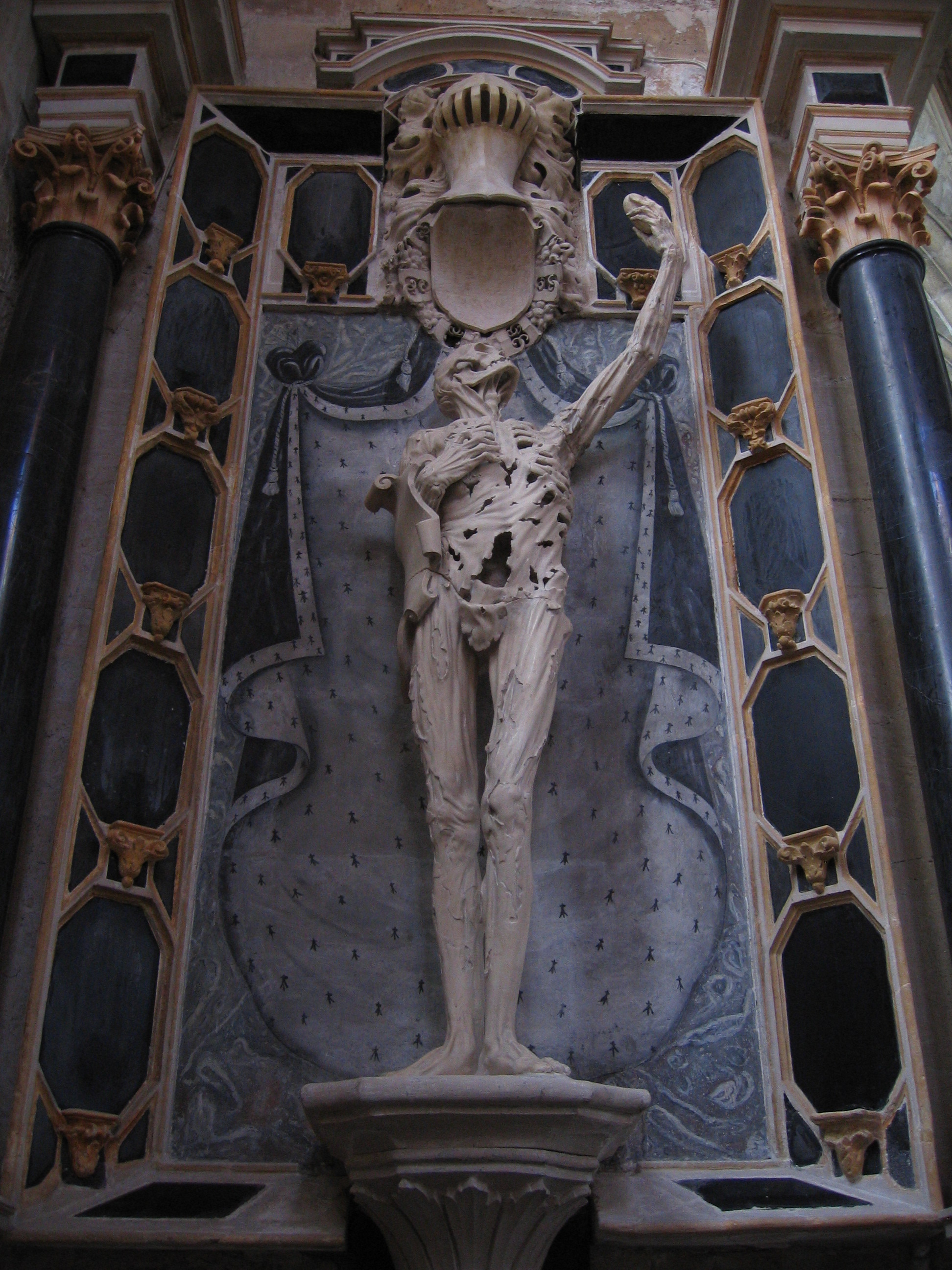
Bovenstuk van de cenotaaf in Bar-le-Duc
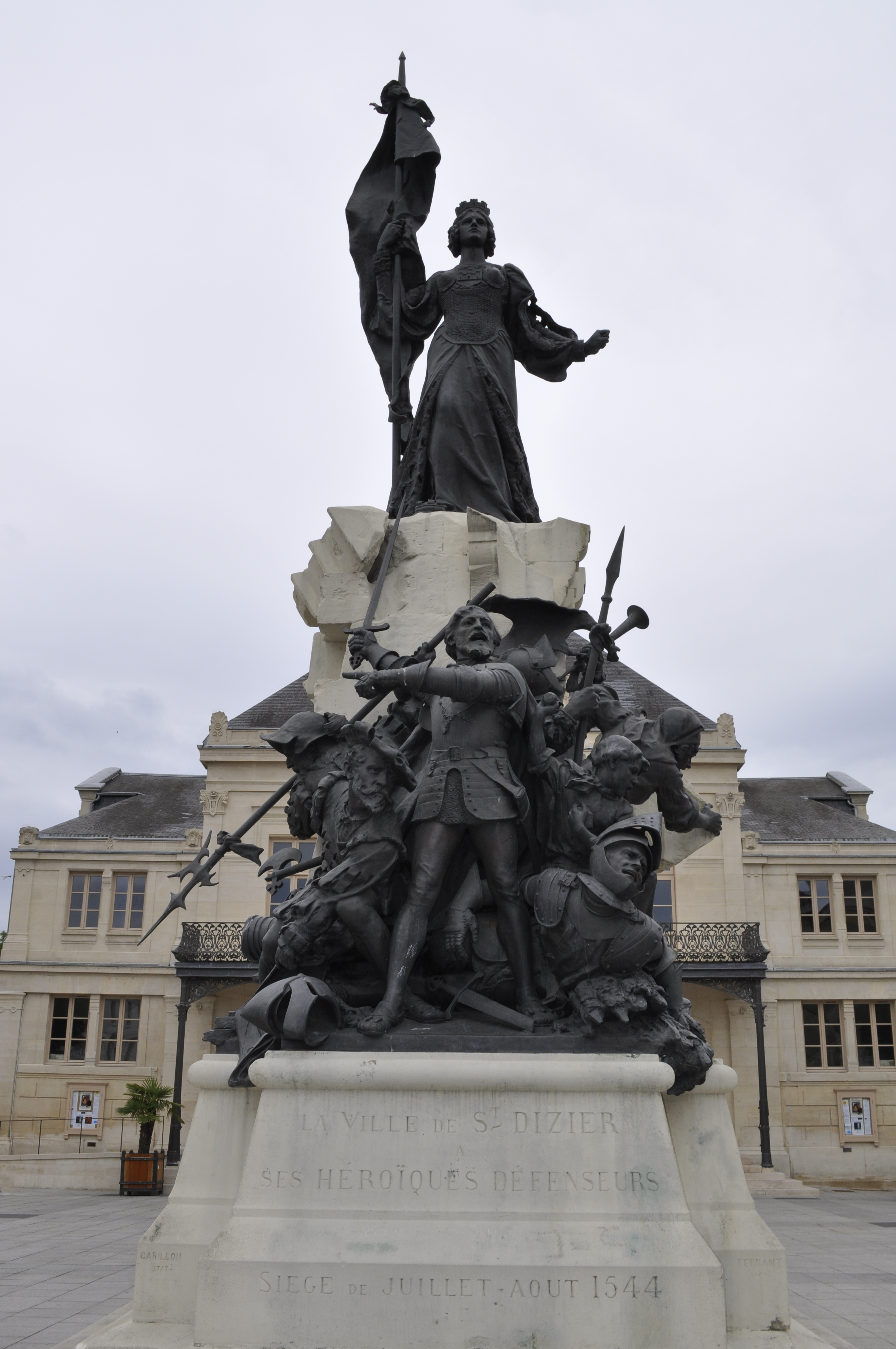
Monument voor de helden van Saint-Dizier

## Kwartierstaat
| Jan IV van Nassau (1410-1475) | Jan IV van Nassau (1410-1475) | Jan IV van Nassau (1410-1475) | Jan IV van Nassau (1410-1475) | Jan IV van Nassau (1410-1475)           | Jan IV van Nassau (1410-1475)           | Maria van Loon-Heinsberg (1424-1502)    | Maria van Loon-Heinsberg (1424-1502)    | Maria van Loon-Heinsberg (1424-1502)    | Maria van Loon-Heinsberg (1424-1502)    | Maria van Loon-Heinsberg (1424-1502)     | Maria van Loon-Heinsberg (1424-1502)     |                                          |                                          | Hendrik III van Hessen (1440-1483)       | Hendrik III van Hessen (1440-1483)       | Hendrik III van Hessen (1440-1483)       | Hendrik III van Hessen (1440-1483)       | Hendrik III van Hessen (1440-1483)       | Hendrik III van Hessen (1440-1483)       | Anna van Katzenelnbogen (1443-1494)      | Anna van Katzenelnbogen (1443-1494)      | Anna van Katzenelnbogen (1443-1494) | Anna van Katzenelnbogen (1443-1494) | Anna van Katzenelnbogen (1443-1494) | Anna van Katzenelnbogen (1443-1494) |  |  | Willem van Chalon-Arlay (ca. 1417-1475) | Willem van Chalon-Arlay (ca. 1417-1475) | Willem van Chalon-Arlay (ca. 1417-1475) | Willem van Chalon-Arlay (ca. 1417-1475) | Willem van Chalon-Arlay (ca. 1417-1475) | Willem van Chalon-Arlay (ca. 1417-1475) | Catharina van Etampes (1428 - na 1476)  | Catharina van Etampes (1428 - na 1476)  | Catharina van Etampes (1428 - na 1476)  | Catharina van Etampes (1428 - na 1476)  | Catharina van Etampes (1428 - na 1476) | Catharina van Etampes (1428 - na 1476) |                                |                                | Anton I van Ligny (ca. 1450-1519) | Anton I van Ligny (ca. 1450-1519) | Anton I van Ligny (ca. 1450-1519)            | Anton I van Ligny (ca. 1450-1519)            | Anton I van Ligny (ca. 1450-1519)            | Anton I van Ligny (ca. 1450-1519)            | Antoinette de Bauffremont (overleden in 1483) | Antoinette de Bauffremont (overleden in 1483) | Antoinette de Bauffremont (overleden in 1483) | Antoinette de Bauffremont (overleden in 1483) | Antoinette de Bauffremont (overleden in 1483) | Antoinette de Bauffremont (overleden in 1483) |  |  |  |  |  |  |  |  |  |  |  |  |  |  |  |  |  |  |  |  |  |  |  |  |  |  |  |  |  |  |  |  |  |  |  |  |  |  |  |  |  |  |  |  |  |  |  |  |
| Jan IV van Nassau (1410-1475) | Jan IV van Nassau (1410-1475) | Jan IV van Nassau (1410-1475) | Jan IV van Nassau (1410-1475) | Jan IV van Nassau (1410-1475)           | Jan IV van Nassau (1410-1475)           | Maria van Loon-Heinsberg (1424-1502)    | Maria van Loon-Heinsberg (1424-1502)    | Maria van Loon-Heinsberg (1424-1502)    | Maria van Loon-Heinsberg (1424-1502)    | Maria van Loon-Heinsberg (1424-1502)     | Maria van Loon-Heinsberg (1424-1502)     |                                          |                                          | Hendrik III van Hessen (1440-1483)       | Hendrik III van Hessen (1440-1483)       | Hendrik III van Hessen (1440-1483)       | Hendrik III van Hessen (1440-1483)       | Hendrik III van Hessen (1440-1483)       | Hendrik III van Hessen (1440-1483)       | Anna van Katzenelnbogen (1443-1494)      | Anna van Katzenelnbogen (1443-1494)      | Anna van Katzenelnbogen (1443-1494) | Anna van Katzenelnbogen (1443-1494) | Anna van Katzenelnbogen (1443-1494) | Anna van Katzenelnbogen (1443-1494) |  |  | Willem van Chalon-Arlay (ca. 1417-1475) | Willem van Chalon-Arlay (ca. 1417-1475) | Willem van Chalon-Arlay (ca. 1417-1475) | Willem van Chalon-Arlay (ca. 1417-1475) | Willem van Chalon-Arlay (ca. 1417-1475) | Willem van Chalon-Arlay (ca. 1417-1475) | Catharina van Etampes (1428 - na 1476)  | Catharina van Etampes (1428 - na 1476)  | Catharina van Etampes (1428 - na 1476)  | Catharina van Etampes (1428 - na 1476)  | Catharina van Etampes (1428 - na 1476) | Catharina van Etampes (1428 - na 1476) |                                |                                | Anton I van Ligny (ca. 1450-1519) | Anton I van Ligny (ca. 1450-1519) | Anton I van Ligny (ca. 1450-1519)            | Anton I van Ligny (ca. 1450-1519)            | Anton I van Ligny (ca. 1450-1519)            | Anton I van Ligny (ca. 1450-1519)            | Antoinette de Bauffremont (overleden in 1483) | Antoinette de Bauffremont (overleden in 1483) | Antoinette de Bauffremont (overleden in 1483) | Antoinette de Bauffremont (overleden in 1483) | Antoinette de Bauffremont (overleden in 1483) | Antoinette de Bauffremont (overleden in 1483) |  |  |  |  |  |  |  |  |  |  |  |  |  |  |  |  |  |  |  |  |  |  |  |  |  |  |  |  |  |  |  |  |  |  |  |  |  |  |  |  |  |  |  |  |  |  |  |  |
|                               |                               |                               |                               |                                         |                                         |                                         |                                         |                                         |                                         |                                          |                                          |                                          |                                          |                                          |                                          |                                          |                                          |                                          |                                          |                                          |                                          |                                     |                                     |                                     |                                     |  |  |                                         |                                         |                                         |                                         |                                         |                                         |                                         |                                         |                                         |                                         |                                        |                                        |                                |                                |                                   |                                   |                                              |                                              |                                              |                                              |                                               |                                               |                                               |                                               |                                               |                                               |  |  |  |  |  |  |  |  |  |  |  |  |  |  |  |  |  |  |  |  |  |  |  |  |  |  |  |  |  |  |  |  |  |  |  |  |  |  |  |  |  |  |  |  |  |  |  |  |
|                               |                               |                               |                               | Jan V van Nassau-Dillenburg (1455-1516) | Jan V van Nassau-Dillenburg (1455-1516) | Jan V van Nassau-Dillenburg (1455-1516) | Jan V van Nassau-Dillenburg (1455-1516) | Jan V van Nassau-Dillenburg (1455-1516) | Jan V van Nassau-Dillenburg (1455-1516) |                                          |                                          |                                          |                                          |                                          |                                          | Elisabeth van Hessen-Marburg (1466–1523) | Elisabeth van Hessen-Marburg (1466–1523) | Elisabeth van Hessen-Marburg (1466–1523) | Elisabeth van Hessen-Marburg (1466–1523) | Elisabeth van Hessen-Marburg (1466–1523) | Elisabeth van Hessen-Marburg (1466–1523) |                                     |                                     |                                     |                                     |  |  |                                         |                                         |                                         |                                         | Jan IV van Chalon-Arlay (ca. 1444-1502) | Jan IV van Chalon-Arlay (ca. 1444-1502) | Jan IV van Chalon-Arlay (ca. 1444-1502) | Jan IV van Chalon-Arlay (ca. 1444-1502) | Jan IV van Chalon-Arlay (ca. 1444-1502) | Jan IV van Chalon-Arlay (ca. 1444-1502) |                                        |                                        |                                |                                |                                   |                                   | Philiberta van Luxemburg (overleden in 1539) | Philiberta van Luxemburg (overleden in 1539) | Philiberta van Luxemburg (overleden in 1539) | Philiberta van Luxemburg (overleden in 1539) | Philiberta van Luxemburg (overleden in 1539)  | Philiberta van Luxemburg (overleden in 1539)  |                                               |                                               |                                               |                                               |  |  |  |  |  |  |  |  |  |  |  |  |  |  |  |  |  |  |  |  |  |  |  |  |  |  |  |  |  |  |  |  |  |  |  |  |  |  |  |  |  |  |  |  |  |  |  |  |
|                               |                               |                               |                               | Jan V van Nassau-Dillenburg (1455-1516) | Jan V van Nassau-Dillenburg (1455-1516) | Jan V van Nassau-Dillenburg (1455-1516) | Jan V van Nassau-Dillenburg (1455-1516) | Jan V van Nassau-Dillenburg (1455-1516) | Jan V van Nassau-Dillenburg (1455-1516) |                                          |                                          |                                          |                                          |                                          |                                          | Elisabeth van Hessen-Marburg (1466–1523) | Elisabeth van Hessen-Marburg (1466–1523) | Elisabeth van Hessen-Marburg (1466–1523) | Elisabeth van Hessen-Marburg (1466–1523) | Elisabeth van Hessen-Marburg (1466–1523) | Elisabeth van Hessen-Marburg (1466–1523) |                                     |                                     |                                     |                                     |  |  |                                         |                                         |                                         |                                         | Jan IV van Chalon-Arlay (ca. 1444-1502) | Jan IV van Chalon-Arlay (ca. 1444-1502) | Jan IV van Chalon-Arlay (ca. 1444-1502) | Jan IV van Chalon-Arlay (ca. 1444-1502) | Jan IV van Chalon-Arlay (ca. 1444-1502) | Jan IV van Chalon-Arlay (ca. 1444-1502) |                                        |                                        |                                |                                |                                   |                                   | Philiberta van Luxemburg (overleden in 1539) | Philiberta van Luxemburg (overleden in 1539) | Philiberta van Luxemburg (overleden in 1539) | Philiberta van Luxemburg (overleden in 1539) | Philiberta van Luxemburg (overleden in 1539)  | Philiberta van Luxemburg (overleden in 1539)  |                                               |                                               |                                               |                                               |  |  |  |  |  |  |  |  |  |  |  |  |  |  |  |  |  |  |  |  |  |  |  |  |  |  |  |  |  |  |  |  |  |  |  |  |  |  |  |  |  |  |  |  |  |  |  |  |
|                               |                               |                               |                               |                                         |                                         |                                         |                                         |                                         |                                         | Hendrik III van Nassau-Breda (1483-1538) | Hendrik III van Nassau-Breda (1483-1538) | Hendrik III van Nassau-Breda (1483-1538) | Hendrik III van Nassau-Breda (1483-1538) | Hendrik III van Nassau-Breda (1483-1538) | Hendrik III van Nassau-Breda (1483-1538) |                                          |                                          |                                          |                                          |                                          |                                          |                                     |                                     |                                     |                                     |  |  |                                         |                                         |                                         |                                         |                                         |                                         |                                         |                                         |                                         |                                         | Claudia van Chalon (1498-1521)         | Claudia van Chalon (1498-1521)         | Claudia van Chalon (1498-1521) | Claudia van Chalon (1498-1521) | Claudia van Chalon (1498-1521)    | Claudia van Chalon (1498-1521)    |                                              |                                              |                                              |                                              |                                               |                                               |                                               |                                               |                                               |                                               |  |  |  |  |  |  |  |  |  |  |  |  |  |  |  |  |  |  |  |  |  |  |  |  |  |  |  |  |  |  |  |  |  |  |  |  |  |  |  |  |  |  |  |  |  |  |  |  |
|                               |                               |                               |                               |                                         |                                         |                                         |                                         |                                         |                                         | Hendrik III van Nassau-Breda (1483-1538) | Hendrik III van Nassau-Breda (1483-1538) | Hendrik III van Nassau-Breda (1483-1538) | Hendrik III van Nassau-Breda (1483-1538) | Hendrik III van Nassau-Breda (1483-1538) | Hendrik III van Nassau-Breda (1483-1538) |                                          |                                          |                                          |                                          |                                          |                                          |                                     |                                     |                                     |                                     |  |  |                                         |                                         |                                         |                                         |                                         |                                         |                                         |                                         |                                         |                                         | Claudia van Chalon (1498-1521)         | Claudia van Chalon (1498-1521)         | Claudia van Chalon (1498-1521) | Claudia van Chalon (1498-1521) | Claudia van Chalon (1498-1521)    | Claudia van Chalon (1498-1521)    |                                              |                                              |                                              |                                              |                                               |                                               |                                               |                                               |                                               |                                               |  |  |  |  |  |  |  |  |  |  |  |  |  |  |  |  |  |  |  |  |  |  |  |  |  |  |  |  |  |  |  |  |  |  |  |  |  |  |  |  |  |  |  |  |  |  |  |  |
|                               |                               |                               |                               |                                         |                                         |                                         |                                         |                                         |                                         |                                          |                                          |                                          |                                          |                                          |                                          |                                          |                                          |                                          |                                          |                                          |                                          |                                     |                                     | René van Chalon (1519–1544)         |                                     |  |  |                                         |                                         |                                         |                                         |                                         |                                         |                                         |                                         |                                         |                                         |                                        |                                        |                                |                                |                                   |                                   |                                              |                                              |                                              |                                              |                                               |                                               |                                               |                                               |                                               |                                               |  |  |  |  |  |  |  |  |  |  |  |  |  |  |  |  |  |  |  |  |  |  |  |  |  |  |  |  |  |  |  |  |  |  |  |  |  |  |  |  |  |  |  |  |  |  |  |  |

## Voetnoten
1. ↑  Gelre en Zutphen werden in 1543 veroverd door de Habsburgers en het stadhouderschap werd opnieuw ingevoerd. In de tijdperken 1481-1492 en 1504-1511 hadden Gelre en Zutphen al eens een Habsburgse stadhouder gekend gedurende tijdelijke bezettingen, maar Karel van Gelre en zijn opvolger Willem V van Kleef wisten nog lang de onafhankelijkheid van hun gewesten te handhaven.
2. ↑  Bron: Marion Ethel Grew 1947: The House of Orange, Londen: Methuen.

- Biografisch Portaal: 04800558
- Digitale Bibliotheek voor de Nederlandse Letteren: rene003
- Gemeinsame Normdatei: 132279762
- International Standard Name Identifier: 0000 0000 6282 1825
- Système universitaire de documentation: 244907269
- Virtual International Authority File: 75008425
- WorldCat: E39PBJB4fWJgThcDBbhwmyjDMP